# ورنی (گلیم)

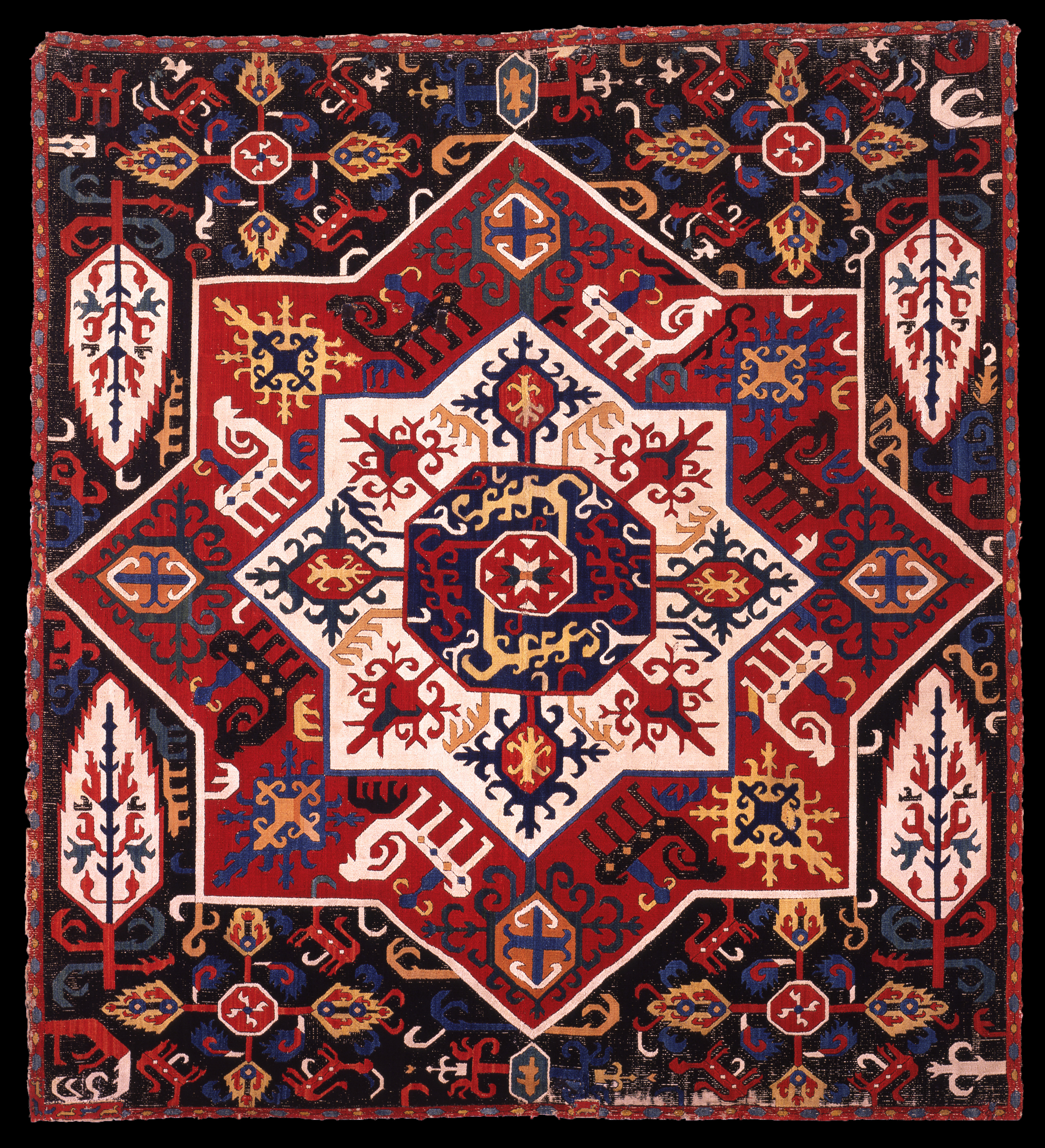
ورنی.

ورنی، که گاه به آن گلیم سوزنی نیز گفته می‌شود نوعی سوماک است، که بدون مراجعه به نقشه توسط دختران و زنان عشایر ارسباران بافته می‌شود.
در بسیاری از سنگ مزارهای تاریخی منطقهٔ ارسباران همچون سنگ مزارهای تاریخی روستای انجرد (شهرستان اهر) و روستای آس (شهرستان کلیبر) نقوشی از ورنی بافی وجود دارد. با توجه به این که مرکز اصلی خرید و فروش ورنی در قره داغ و ایران شهر اهر می‌باشد و در این شهر و قشلاقات اطراف ورنی بافی همچنان رواج دارد، شهر اهر به عنوان شهر ملی ورنی در ایران انتخاب شده‌است.
در واقع ورنی نوعی گلیم یک رو یا گلیم فرش نما بدون پرز است و به سبک پود پیچی یعنی گذراندن پود اصلی از تار و پیچش نخ خامه به دور نخ‌های تار شکل گرفته و نقش می‌پذیرد. تفاوتی که در بافت گلیم و ورنی وجود دارد این است که در گلیم، بافت به صورت گره‌های منقطع انجام می‌شود و نقوش آن توسط پود شکل می‌گیرد و تار به وسیلهٔ پود کاملاً پوشیده می‌شود، در حالیکه در بافت ورنی ایجاد طرح و نقوش بر سطح آن توسط پودگذاری اضافی حاصل می‌شود و تار و پود هر دو پوشیده‌است. پود اضافی، که پود اصلی خوانده می‌شود، مانند پود گلیم به صورت ساده از بین تارها عبور نمی‌کند، بلکه به دور تار حرکت پیچشی و غیره منقطع دارد.
متداول‌ترین مصارف ورنی شامل خورجین، مفرش (رختخواب پیچ یا فرمش) و زیراندازهایی است که غالباً در اندازه‌های ۱٫۳×۱ متر و ۱٫۵×۱ متر روی دارهای عمودی بافته می‌شود.
طرح کلی ورنی از سه جز حاشیه، متن، و ترنج (göl به معنی حوض) تشکیل شده‌است. ویژگی دکوری اصلی عنصر-S است، که گاهی در فرمی شبیه S یا ۵ نمایش داده می‌شود. این عنصر در فرهنگ کوچ نشینان مفهوم اژدها را القا می‌کند. بافندگان ورنی از نقش‌هایی چون گوزن، آهو، گرگ، سگ گله، بوقلمون، مرغ و خروس، شغال، روباره، پرندگان محلی و … به گونه‌ای بسیار زیبا و به صورت هندسی استفاده می‌کنند.
محل اصلی تولید ورنی منطقه قره‌باغ، مخصوصاً شهر شاماخی، بوده که بر اثر روابط، علقه‌های فرهنگی و عشیره‌ای همچنین ترددهایی که در دو کناره رود ارس انجام پذیرفته، به تدریج تولید ورنی ابتدا در منطقه ارسباران و سپس در بین ایلات و عشایر دشت مغان رایج شده‌است. هم‌اکنون بیش از ۲۰ هزار نفر از جمعیت منطقه به خصوص در اهر به تولید ورنی اشتغال داشته و امرار معاش خود را از تولید آن تأمین می‌کنند.

## نشان جهانی ورنی مغان
در سال ۱۳۹۸ ورنی (گلیم) الهام گرفته از هویت عشایر منطقه مغان در استان اردبیل نشان جغرافیایی بین‌المللی را کسب کرد. پیش از این گلیم عنبران نمین و جاجیم خلخال هر سه از استان اردبیل نشان ملی در سطح کشور را کسب کرده بودند اما ورنی مغان در سطح بین‌المللی موفق به کسب این نشان شد.

## اعطاء ورنی مغان به تیم النصر عربستان
همزمان با حضور تیم باشگاه فوتبال النصر عربستان سعودی در تهران از سری مسابقات باشگاه های فوتبال آسیا ، به مناسبت انتخاب اردبیل به‌عنوان پایتخت گردشگری کشورهای عضو اکو در سال ۲۰۲۳ ، از صنایع‌ دستی اردبیل ، تابلوی ورنی مغان در کنار جعبه خاتم‌کاری و کتاب راهنمای سفر به ایران هدیه فدراسیون فوتبال به عربستانی‌ها بود که روی تابلوها نام بازیکنان، تاریخ بازی و شناسنامه اثر دیده می‌شد به عنوان هدیه فدراسیون فوتبال به تیم النصر اهدا شد.

## ثبت ملی شهر اهر در کشور
در آبان ماه ۱۳۹۹ شهر اهر به عنوان شهر ملی ورنی در سطح کشور معرفی گردید.